# 胡棨
胡棨（1439年—？），字信之，浙江嚴州府淳安縣人，軍籍，明朝政治人物。進士出身。

## 生平
早年出身國子生，成化七年（1471年）辛卯科浙江鄉試第三十四名。成化十一年（1475年）乙未科會試第一百七名，殿試登進士第三甲第一百三十八名。

## 家族
曾祖父胡真同。祖父胡夢說。父亲胡文瑞。